# Andrij Hryščenko
Andrij Valentynovyč Hryščenko (ukrajinsky Андрій Валентинович Грищенко; rusky Андрей Валентинович Грищенко (Andrej Valentinovič Griščenko); * 3. října 1974 Korosteň) je bývalý ukrajinský fotbalový záložník či útočník.

## Fotbalová kariéra
Korosteňský rodák a odchovanec si zahrál nejvyšší soutěž na Ukrajině, v ČR, v Polsku a v Chorvatsku. Byl prvním cizincem v historii záhřebského klubu Hrvatski dragovoljac.
Na podzim 1996 odehrál za Zlín také 12 druholigových utkání, aniž by skóroval.

## Ligová bilance
| Ročník                               | Zápasy | Góly | Minuty | Klub                        |
| ------------------------------------ | ------ | ---- | ------ | --------------------------- |
| Premier Liha 1993/94                 | 1      | 0    | 46     | Metalist Charkiv            |
| 1. česká fotbalová liga 1995/96      | 15     | 0    | 778    | Svit Zlín                   |
| Ekstraklasa 1996/97                  | 2      | 0    | 63     | Górnik Zabrze               |
| Ekstraklasa 1997/98                  | 7      | 1    | 344    | Stomil Olsztyn              |
| Prva hrvatska nogometna liga 1999/00 | 15     | 0    | 872    | Hrvatski dragovoljac Záhřeb |
| Ekstraklasa 2003/04                  | 18     | 0    | 541    | Górnik Łęczna               |
| Ekstraklasa 2005/06                  | 26     | 3    | 1570   | Arka Gdynia                 |
| Ekstraklasa 2006/07                  | 3      | 1    | 48     | Arka Gdynia                 |
| CELKEM 1. LIGA ČR                    | 15     | 0    | 778    |                             |
| CELKEM 1. UKR. LIGA                  | 1      | 0    | 46     |                             |
| CELKEM 1. POL. LIGA                  | 56     | 5    | 2566   |                             |
| CELKEM 1. CHOR. LIGA                 | 15     | 0    | 872    |                             |